# Кузьмин, Виктор Яковлевич
Виктор Яковлевич Кузьмин (род. 28 апреля 1935) — советский футболист, защитник, полузащитник.

## Биография
Виктор Кузьмин родился 28 апреля 1935 года.
Занимался футболом в городе Ступино Московской области.
Играл на позициях защитника и полузащитника.
В 1954 году выступал за калининский «Спартак», провёл в классе «Б» 9 матчей, забил 1 мяч.
В 1958 году играл в классе «Б» за ногинский «Труд», провёл 26 матчей.
В 1959 году в составе кишинёвской «Молдовы» провёл единственный в карьере матч в классе «А».
В 1960 году выступал в классе «Б» за липецкие «Трудовые резервы», в 1961—1962 годах — за калининскую «Волгу». По ходу сезона-62 перебрался в новомосковский «Химик», за который выступал в течение пяти сезонов до 1966 года.